# Henicophaps
Henicophaps es un género de aves columbiformes perteneciente a la familia Columbidae que sólo incluye a dos especies de palomas tropicales endémicas de Nueva Guinea, las islas Aru, las islas Schouten y Nueva Bretaña.

## Especies
Se reconocen dos especies en el género Henicophaps:
- Henicophaps albifrons - paloma-bronce frentiblanca;
- Henicophaps foersteri - paloma-bronce de Nueva Bretaña.